# 原町 (目黒区)
原町（はらまち）は、東京都目黒区の地名。現行行政地名は原町一丁目および原町二丁目。住居表示実施済区域。

## 地理
目黒区の南東部に位置する。町域北東部は目黒区目黒本町に接する。南東部は品川区小山に接する。南部は目黒区洗足に接する。西部は目黒区南に接する。北西部は目黒区碑文谷に接する。町域内を円融寺通り（バス通り）が通っている。また東端は立会道路が通っている。北部沿いには立会川緑道がある。西小山駅前広場（品川区界）に接しており、ここから伸びる西小山商店街（にこま通り、ニコニコ通り）とその周囲は商店が多いが、他は主に住宅地となっている。特に一丁目から隣接する洗足一丁目にかけては住宅密集地であり、東京都による都市計画道路・補助46号の整備に合わせて、防災の観点からまちづくりが進められている。

## 世帯数と人口
2025年（令和7年）3月1日現在（目黒区発表）の世帯数と人口は以下の通りである。
| 丁目       | 世帯数    | 人口    |
| ---------- | --------- | ------- |
| 原町一丁目 | 2,156世帯 | 3,293人 |
| 原町二丁目 | 1,352世帯 | 2,486人 |
| 計         | 3,508世帯 | 5,779人 |

### 人口の変遷
国勢調査による人口の推移。
| 年                 | 人口  |
| ------------------ | ----- |
| 1995年（平成7年）  | 5,434 |
| 2000年（平成12年） | 5,465 |
| 2005年（平成17年） | 5,506 |
| 2010年（平成22年） | 5,549 |
| 2015年（平成27年） | 5,537 |
| 2020年（令和2年）  | 5,623 |

### 世帯数の変遷
国勢調査による世帯数の推移。
| 年                 | 世帯数 |
| ------------------ | ------ |
| 1995年（平成7年）  | 2,532  |
| 2000年（平成12年） | 2,705  |
| 2005年（平成17年） | 2,792  |
| 2010年（平成22年） | 2,817  |
| 2015年（平成27年） | 3,015  |
| 2020年（令和2年）  | 3,152  |

## 学区
区立小・中学校に通う場合、学区は以下の通りとなる（2025年4月現在）。
| 丁目       | 番地 | 小学校             | 中学校               |
| ---------- | ---- | ------------------ | -------------------- |
| 原町一丁目 | 全域 | 目黒区立向原小学校 | 目黒区立目黒南中学校 |
| 原町二丁目 | 全域 | 目黒区立原町小学校 | 目黒区立目黒南中学校 |

## 交通
町域内の南東端付近に東急目黒線・西小山駅（駅自体は品川区小山六丁目に所在し、駅に沿って区界がある）が設置されている。西側では隣の洗足駅も利用可能である。
他に円融寺通り（区道）を走る路線バス（渋71系統・渋谷駅～洗足駅）も利用されている。二丁目に洗足学園前と原町交番前の2停留所がある（どちらも渋谷駅方向のみ、洗足駅方向は洗足一丁目にある）。

## 事業所
2021年（令和3年）現在の経済センサス調査による事業所数と従業員数は以下の通りである。
| 丁目       | 事業所数  | 従業員数 |
| ---------- | --------- | -------- |
| 原町一丁目 | 213事業所 | 1,045人  |
| 原町二丁目 | 72事業所  | 448人    |
| 計         | 285事業所 | 1,493人  |

### 事業者数の変遷
経済センサスによる事業所数の推移。
| 年                 | 事業者数 |
| ------------------ | -------- |
| 2016年（平成28年） | 295      |
| 2021年（令和3年）  | 285      |

### 従業員数の変遷
経済センサスによる従業員数の推移。
| 年                 | 従業員数 |
| ------------------ | -------- |
| 2016年（平成28年） | 1,658    |
| 2021年（令和3年）  | 1,493    |

## 施設
- 碑文谷警察署原町交番
- 目黒区立原町小学校
- 目黒区立原町幼稚園
- 芝信用金庫西小山支店
- みずほ銀行西小山駅前出張所
- 宮野古民家資料園
- 計算流体力学研究所

## その他

### 日本郵便
- 郵便番号 : 152-0011[3]（集配局 : 目黒郵便局[16]）。